# Nicolaus Peucker
Nicolaus Peucker (auch Nikolaus Peuker geschrieben) (* um 1620 in Kolbnitz bei Jauer, Schlesien; begraben 15. Februar 1674 in Cölln an der Spree, jetzt Berlin) war ein deutscher Dichter der Barockzeit und Jurist.

## Leben
Obschon gebürtiger Schlesier, ist Peucker als märkischer Dichter in die deutsche Literaturgeschichte eingegangen, da er den größten Teil seiner Schaffensperiode in der Mark Brandenburg verbrachte. Aus seiner Jugend ist bekannt, dass er in Breslau die Lateinschule bei St. Maria-Magdalena besuchte und um 1642 an der Universität Frankfurt (Oder) immatrikuliert war. Offensichtlich studierte er dort Jurisprudenz, denn die nächste dokumentarisch belegbare Station seines Lebens ist eine Position als kurfürstlicher Gerichtsschreiber in Cölln an der Spree, dem heutigen Berlin. Ebenfalls dokumentiert ist seine Berufung zum Ratskämmerer und Stadtrichter im Jahre 1656. Nach 1662 signierte er seine Dokumente stets als „Notar und Ratsherr“.
Wie sein Berliner Freund Michael Schirmer war auch er als Beamter in der Lage, sich in seiner Freizeit regelmäßig poetisch zu betätigen. Selbst am Hofe Friedrich Wilhelms, des Großen Kurfürsten, wurde er schnell als Dichter bekannt und beliebt, da er sich gern einen Nebenverdienst durch Anfertigung von Gelegenheitsdichtungen zu diversen Anlässen verschaffte. Mit anderen Dichtern, wie Paul Gerhardt, Johann Rist und Gotthilf Treuer verbanden ihn freundschaftliche Beziehungen. Seine Dichtkunst setzte er gelegentlich auch erfolgreich zur Erreichung eigener Ziele ein, wie folgendes Beispiel zeigt: Kurfürst Friedrich Wilhelm hatte eine erfolgreiche Wildschweinjagd im Grunewald durchführen lassen und Peucker, der sich mit einem bescheidenen Einkommen kein solches Wildfleisch leisten konnte, dichtete daraufhin:
Der große Nimrod gibt Befehl:

Aktäon, das ist der von Oppen,

Soll Niklas Peukern seine Kehl

mit einem wilden Schweine stoppen.

Er wird dafür, wenn Dorothee,

die Kurfürstin nach Kindesweh

sich wohl und glücklich wird befinden,

ein Wiegenlied zusammenbinden.
Mit diesen netten Versen erhielt Peucker ein Schwein geschenkt.
Ähnlich wie die Gedichte von Johann Christian Günther wurden auch Peuckers lediglich in Einzeldrucken bekannte Dichtungen erst postum gesammelt. Neue archivalische Funde sind unter Umständen auch heute noch möglich.

## Werke (Auswahl)
- Nicolai Peuckers … wolklingende, lustige Paucke. (Sammlung von Scherzgedichten), Berlin 1702
- Nicolaus Peuckers <Wolklingende Paucke> und drei Singspiele Christian Reuters, hrsg. von Georg Ellinger. Berlin 1888 (Berliner Neudrucke I, 3)
- (Auswahl) Auserlesene Gedichte von Christian Hoffmann von Hoffmannswaldau … und anderen, hrsg. Karl Förster. Leipzig 1838 (Bibliothek deutscher Dichter des 17. Jahrhunderts 14), S. 403–416